# Lacommande
Lacommande település Franciaországban, Pyrénées-Atlantiques megyében. Lakosainak száma 175 fő (2022. január 1.). Lacommande Aubertin és Monein községekkel határos.

## Népesség
A település népességének változása:
| Lakosok száma | 222  | 216  | 219  | 214  | 204  | 193  | 183  | 178  | 175  |
|               | 2013 | 2015 | 2016 | 2017 | 2018 | 2019 | 2020 | 2021 | 2022 |